# Eugen Schmidt
R. af D. Hermes Eugen Stahl Schmidt (17. februar 1862 i København – 7. oktober 1931 Aalborg) var en dansk idrætsmand, idrætspioner, idrætsleder. Han vandt OL-guld 1900 i Paris i tovtrækning og var initiativtager  til og medstifter af Danmarks Idrætsforbund i 1896.

## Idrætskarrieren
Som aktiv idrætsmand var Schmidt meget alsidig. Han dyrkede gymnastik, roning, atletik, tennis, fodbold, fægtning, skøjteløb, golf og svømning. Han var specielt interesseret af den engelske sport, og han besøgte England flere gange. Det første atletikstævne i Danmark blev afholdt i 1886 af Københavns Roklub. Det skete på initiativ af to markante idrætspionerer, Eugen Schmidt og J.P. Müller, som begge spillede en central rolle i udviklingen af organiseret idræt i Danmark. Deres indsats lagde grundstenen for atletikkens udbredelse herhjemme.
I 1896 deltog Schmidt som en af tre danske aktive ved OL i Athen. Han deltog på 100 meter, hvor han blev slået ud i de indledende heat samt i riffelskydning over 200 meter, hvor det blev til en 12.plads.
I OL-1900 i Paris blev Schmidt olympisk mester i tovtrækning med et hold bestående af tre danskere og tre svenskere , men det var ikke meningen at han skulle have deltaget, han var i Paris som leder af det danske OL-hold, 
I OL-1912 i Stockholm var han leder for de danske roere.

## Andet idrætsengagement
Han stiftede eller var medstifter til en lang række idræts klubber og organisationer og havde mange ideelle poster.
- 1879 Medlem af Københavns Gymnastikforenings roafdeling.
- 1884 Medstifter af Københavns Fægteklub
- 1886 Medstifter af den første Polyteknisk Gymnastikforening
- 1887 Stifter af og til 1892 formand for Polyteknisk Roklub.
- 1891-1899 Formand for Københavns Roklub, hvor han havde været medlem siden 1884.
- 1891-1898 Bestyrelsesmedlem i Dansk Forening for Rosport, formand 1894-1896.
- 1896 Medstifter af Dansk Idræts-Forbund (nu Danmarks Idrætsforbund).[1] Medlem af forbundets bestyrelse fra stiftelsen til 1899, fra 1901 til april 1905 og fra oktober 1905 til sin død i 1931. I forbundets øverste ledelse på forskellige poster fra 1896-1899.
- 1896 Medstifter af den anden Polyteknisk Gymnastikforening.
- 1896 Stifter af Københavns Amatørforening. Formand 1897-1899.
- 1898 Medstifter af Københavns Golfklub.
- 1899 Formand for Aarhus Roklub.
- 1899 Stifter af Aarhus Lawn-Tennisklub. Formand 1899-1905.
- 1900 Formand for Fællesforeningen af jyske Idrætsklubber 1900-1905.
- 1900 Formand for Samvirkende Idrætsklubber i Århus 1900-1905.
- 1902 Stifter af Jysk Lawn-Tennis Union. Formand 1902-1905.
- 1908 Medstifter af Aalborg Golfklub.
- 1911 Stifter af Samvirkende Idræts-Foreninger Aalborg. Formand 1911-1929.

Schmidt var også en meget aktiv skribent hans skrev dels en række artikler og reportager i fagblade, tidsskrifter og dagblade og dels flere bøger om femkamp, udspring og dykning. Han skrev ofte under pseudonymet "cox", en henvisning til at han i en stor del af hans idrætskarriere som aktiv var som styrmand i roning. Han redigerede og udgav Dansk Idræts-Forbunds tre første årbøger; 1898, 1905 og 1906. Han var også i en årrække idrætsmedarbejder ved københavnske dagblade.

## Den civile karriere
Schmidt blev født og voksede op i København, hans far handelsfuldmægtigig. Han blev ingeniør, cand. polyt. i 1885 og ansat ved Carlsberg bryggerierne som inspektør. 1899 blev han direktør for Bryggeriet Trøjborg i Århus. I 1905 forlod han Århus for bl.a. at studere i udlandet. 1907 blev han leder af Dansk Svovlsyre og Superfosfatfabriks Ålborg-afdeling, hvor han arbejde til kort før sin død i 1931. 
I forbindelse med sit arbejde havde han flere tillidsposter. F.eks. var han fra 1917 til 1924 næstformand for Dansk Ingeniørforenings afdeling i Nordjylland og fra 1924 til sin død i 1931 var han afdelingens formand.

## Udmærkelser
I 1916 blev Schmidt Ridder af Dannebrog. Han fik endvidere tildelt en række hædersbevisninger af idrætten, men han blev underligt nok aldrig udnævnt til æresmedlem i DIF. Ved DIF's 50-års jubilæum i 1946 blev de daværende 22 specialforbund dog enige om at hædre Schmidt, DIFs stifter, ved at skænke DIF en bronzestatue af ham. Statuen blev udført af den tidligere løber, billedhuggeren Marius E. Jørgensen.